# Grön hylia
Grön hylia (Hylia prasina) är en afrikansk tätting som tillsammans med meshylian numera förs till den nyligen urskilda familjen hylior (Hyliidae).

## Utseende och läten
Grön hylia är en 12 cm lång satt sångarliknande fågel. Fjäderdräkten är mörkt olivgrön ovan, mörkast på huvudet, med ett långt ljusgult ögonbrynsstreck och ett brett svartaktigt ögonstreck. Undertill är den olivgul på kinden och vitaktig på haka och strupe, medan resten av undersidan är olivgrå. Ögat är mörkbrunt, näbben svartaktig och benen olivbruna till olivgröna. Jämfört med andra sångarliknande fåglar särskiljer sig grön hylia genom den tydligt mörka undersidan. Lätet är distinkt och ofta yttrat, en genomträngande dubbel vissling. Även ett snabbt grälande tjatter kan höras.

## Utbredning och systematik
Grön hylia placeras som enda art i släktet Hylia. Den delas in i två underarter med följande utbredning:
- Hylia prasina prasina – förekommer från Senegal och Gambia österut till södra Sydsudan, västra Uganda och nordvästra Tanzania samt vidare söderut till centrala Angola och centrala Demokratiska republiken Kongo
- Hylia prasina poensis – förekommer i Bioko (Guineabukten)

### Släktskap
Vilken fågelfamilj grön hylia tillhör har länge varit omstritt. DNA-studier visar att denna och likaledes afrikanska meshylian tillhör en grupp småfåglar där även lövsångare, stjärtmesar och cettior ingår. De två har därför lyfts ut till en egen familj, hylior (Hyliidae). Andra inkluderar familjen bland cettisångarna.

## Levnadssätt
Grön hylia hittas i undervegetation i olika former av skog och plantage, från lågland till bergstrakter, i Östafrika mellan 700 och 1800 meters höjd, i Kamerun upp till 2100 meter. Födan består av insekter som den söker efter mestadels lågt i vegetationen, men ibland även på marken eller i klängväxter högre upp bland träden. Den rör sig mycket aktivt, ofta genom att hänga upp och ner likt en mes, men kan även fånga insekter i flykten. Det relativt stora ovala boet med en sidoingång av torra löv och kvistar placeras någon meter upp i en buske eller ett litet träd. Däri lägger den vanligen ett ägg.

## Status
Arten har ett stort utbredningsområde och beståndet anses stabilt. Internationella naturvårdsunionen IUCN listar den därför som livskraftig (LC).